# 1918-as magyar atlétikai bajnokság
Az 1918-as magyar atlétikai bajnokságon – amely a 23. bajnokság volt.

## Eredmények

### Férfiak
| Versenyszám        | Arany                                                                   | Arany   | Ezüst                       | Ezüst   | Bronz                        | Bronz   |
| ------------------ | ----------------------------------------------------------------------- | ------- | --------------------------- | ------- | ---------------------------- | ------- |
| 100 m              | Krepuska Géza Magyar AC                                                 | 11,1    | Szeless Pál Magyar AC       |         | Pareisz György MTE           |         |
| 200 m              | Krepuska Géza Magyar AC                                                 | 22,2    | Kurunczy Lajos TSE          |         | Helfer Béla MTK              |         |
| 400 m              | Kurunczy Lajos TSE                                                      | 53,0    | Pareisz György MTE          |         | Hegyi Imre Ferencvárosi TC   |         |
| 800 m              | Grósz István MTK                                                        | 2:07,0  | Fonyó Márton MTE            |         | Bernáth Pál MTE              |         |
| 1500 m             | Grósz István MTK                                                        | 4:23,0  | Fonyó Márton MTE            |         |                              |         |
| 5000 m             | Bese József MTE                                                         | 16:46,7 | Hennel Emil Magyar AC       |         | Krausz Béla MTE              |         |
| mezei futás        | Grósz István MTK                                                        | 47:20,0 | Vörös Vince MTE             |         | Krausz Béla MTE              |         |
| mezei futás csapat | Munkás TE Vörös Vince Krausz Béla Bese József Zalai József Kaiser János | 23      | MTK                         | 48      |                              |         |
| 10 km gyaloglás    | Róna Sándor Ferencvárosi TC                                             | 55:42,0 | Lányi Miksa Ferencvárosi TC |         | Paskál Ignác Ferencvárosi TC |         |
| 110 m gát          | Püspöky Gyula Magyar AC                                                 | 17,4    | Zsolt Géza Ferencvárosi TC  |         | Szeles Pál Magyar AC         |         |
| magasugrás         | Bély Mihály BBTE                                                        | 170 cm  | Greguss Gusztáv BSE         | 167 cm  | Arató Géza Magyar AC         | 165 cm  |
| távolugrás         | Árokszállásy Béla Ferencvárosi TC                                       | 625 cm  | Hadházy Dezső DTE           | 608 cm  | Aczél Pál BEAC               | 603 cm  |
| rúdugrás           | Hadházy Dezső DTE                                                       | 330 cm  | Rakovszky György Magyar AC  | 290 cm  | Barna Jenő Magyar AC         | 270 cm  |
| súlylökés          | Morár Teofil BEAC                                                       | 12,86 m | Ambrózy Károly BEAC         | 12,24 m | Bedő Pál BEAC                | 12,21 m |
| diszkoszvetés      | Ambrózy Károly BEAC                                                     | 38,76 m | Molnár Béla Magyar AC       | 38,21 m | Kobulszky Károly PTE         | 36,02 m |
| gerelyhajítás      | Kóczán Mór Ferencvárosi TC                                              | 49,10 m | Korkán Aurél Magyar AC      | 41,86 m | Orbán Sándor BEAC            | 39,90 m |